# Hors
Hors – wieś w Armenii, w prowincji Wajoc Dzor. W 2011 roku liczyła 321 mieszkańców.